# Mark Venturini
Mark Venturini (* 10. Januar 1961 in Illinois, USA; † 14. Februar 1996 in Los Angeles) war ein US-amerikanischer Schauspieler.
Venturini ist für seine Rollen in Filmen wie Freitag der 13. Teil V – Ein neuer Anfang und Verdammt, die Zombies kommen bekannt. Sein letzter Film war Out of Sync aus dem Jahr 1995. 
Venturini übernahm außerdem Gastauftritte in Fernsehserien wie Knight Rider, Mord ist ihr Hobby und Falcon Crest.
Er starb am 14. Februar 1996 im Alter von 35 an Leukämie.

## Filmografie
- 1985: Freitag der 13. – Ein neuer Anfang (Friday the 13th: A New Beginning)
- 1985: Verdammt, die Zombies kommen (The Return of the Living Dead)
- 1987: Bestseller (Best Seller)
- 1989: Hells Angels in Vietnam (Nam Angels)
- 1992: Mikey
- 1995: Out-of-Sync